# David González Borges
Francisco David González Borges, (Las Palmas de Gran Canaria, España, 25 de agosto de 1981) más conocido como David González es un futbolista español. Se formó, en las categorías inferiores de la U. D. Las Palmas y actualmente juega en la Unión Deportiva Tamaraceite, de la Segunda División B de España.
Actúa como medio polivalente destacando por su habilidad con el balón en el pie y una enorme capacidad de regate.

## Trayectoria
Natural del barrio de La Feria de la capital grancanaria, sus comienzos futbolísticos fueron en la cantera del A. D. Huracán de su ciudad natal, aunque se incorporó muy joven a la disciplina de la Unión Deportiva Las Palmas, donde pasa gran parte de su carrera profesional, salvo una temporada (campaña 2001-02) que disputó en las filas del Universidad, durante el periodo en el que este club de Las Palmas de Gran Canaria fue filial de la U. D. Las Palmas.
En la temporada 2013-14 se quedó sin ficha, al no entrar en los planes del club. Finalmente en el mercado invernal de esa temporada se incorpora al C. D. Numancia también en la segunda división española, después de rescindir su contrato con el club canario.
Tras media temporada en el equipo soriano, no renueva su contrato y ficha por la A. D. Alcorcón, también en Segunda. En el club alfarero tiene poca participación rescindiendo el contrato en febrero de 2015. De esta manera queda libre para, pocas semanas más tarde, incorporarse al Hércules de Alicante en la Segunda División B de España. Club con el que no renovó, quedándose sin equipo en la temporada siguiente.
Tras pasar una temporada entera en blanco en 2017 se incorpora a la U. D. Tamaraceite en Primera Regional Aficionado de Gran Canaria, sexto nivel del fútbol español. Club con el que consiguió el ascenso a Tercera en 2018, y a Segunda B en 2020.

## Clubes y estadísticas
Actualizado al último partido jugado el 31 de enero de 2020.
| Club                      | País   | Temporada | Competición         | Part. | Goles |
| ------------------------- | ------ | --------- | ------------------- | ----- | ----- |
| Universidad de Las Palmas | España | 2001-02   | Segunda División B  | -     | -     |
| U. D. Las Palmas "B"      | España | 2002-03   | Tercera División    | -     | -     |
| U. D. Las Palmas          | España | 2002-03   | Segunda División    | 2     | -     |
| U. D. Las Palmas "B"      | España | 2003-04   | Tercera División    | -     | -     |
| U. D. Las Palmas          | España | 2003-04   | Segunda División    | 9     | -     |
| U. D. Las Palmas          | España | 2004-05   | Segunda División B  | 12    | -     |
| U. D. Las Palmas          | España | 2005-06   | Segunda División B  | 12    | 2     |
| U. D. Las Palmas          | España | 2005-06   | Promoción a Segunda | 1     | -     |
| U. D. Las Palmas          | España | 2006-07   | Segunda División    | 22    | 1     |
| U. D. Las Palmas          | España | 2007-08   | Segunda División    | 14    | 1     |
| U. D. Las Palmas          | España | 2008-09   | Segunda División    | 23    | -     |
| U. D. Las Palmas          | España | 2009-10   | Segunda División    | 26    | 1     |
| U. D. Las Palmas          | España | 2010-11   | Segunda División    | 34    | 3     |
| U. D. Las Palmas          | España | 2010-11   | Copa del Rey        | 1     | 0     |
| U. D. Las Palmas          | España | 2011-12   | Segunda División    | 34    | 2     |
| U. D. Las Palmas          | España | 2012-13   | Segunda División    | 12    | 0     |
| C. D. Numancia            | España | 2013-14   | Segunda División    | 15    | 0     |
| A. D. Alcorcón            | España | 2014-15   | Segunda División    | 9     | 0     |
| A. D. Alcorcón            | España | 2014-15   | Copa del Rey        | 1     | 0     |
| Hércules C. F.            | España | 2015      | Segunda División B  | 12    | 0     |
| U. D. Tamaraceite         | España | 2017-18   | Regional Preferente |       |       |
| U. D. Tamaraceite         | España | 2018-19   | Tercera División    | 28    | 6     |
| U. D. Tamaraceite         | España | 2018-19   | Play-off ascenso    | 4     | 2     |
| U. D. Tamaraceite         | España | 2019-20   | Tercera División    | 19    | 2     |
| U. D. Tamaraceite         | España | 2019-20   | Copa del Rey        | 2     | 0     |
| U. D. Tamaraceite         | España | 2019-20   | Segunda División B  | 10    | 0     |